# Hippomedon holboelli
Hippomedon holboelli är en kräftdjursart som först beskrevs av Henrik Nikolai Krøyer 1846.  Hippomedon holboelli ingår i släktet Hippomedon, och familjen Lysianassidae. Arten är reproducerande i Sverige.